# Da Vinci (cráter marciano)
Da Vinci es un cráter de impacto situado en el cuadrángulo de Oxia Palus de Marte, localizado en las coordenadas 1.4°N de latitud y 39.4°O de longitud. Tiene 100,2 km de diámetro y recibió su nombre en honor de Leonardo da Vinci en 1973.
| [[File:Wikidavinci.jpg\|1200px\|alt={{{Alt\|{{{descripción}}}]] |
| Cráter Da Vinci, fotografía de la cámara CTX a bordo del Mars Reconnaissance Orbiter. Borde este y noreste del cráter (El norte, hacia la izquierda de la fotografía). |